# Bahlūl Kandī
Bahlūl Kandī (persiska: بهلول کندی, بَهلول كَندی) är en ort i Iran.   Den ligger i provinsen Västazarbaijan, i den nordvästra delen av landet, 700 km nordväst om huvudstaden Teheran. Bahlūl Kandī ligger 789 meter över havet och antalet invånare är 717.
Terrängen runt Bahlūl Kandī är platt österut, men västerut är den kuperad. Runt Bahlūl Kandī är det ganska glesbefolkat, med 42 invånare per kvadratkilometer. Närmaste större samhälle är Poldasht, 16,0 km sydost om Bahlūl Kandī. Trakten runt Bahlūl Kandī består i huvudsak av gräsmarker.